# 基因流動

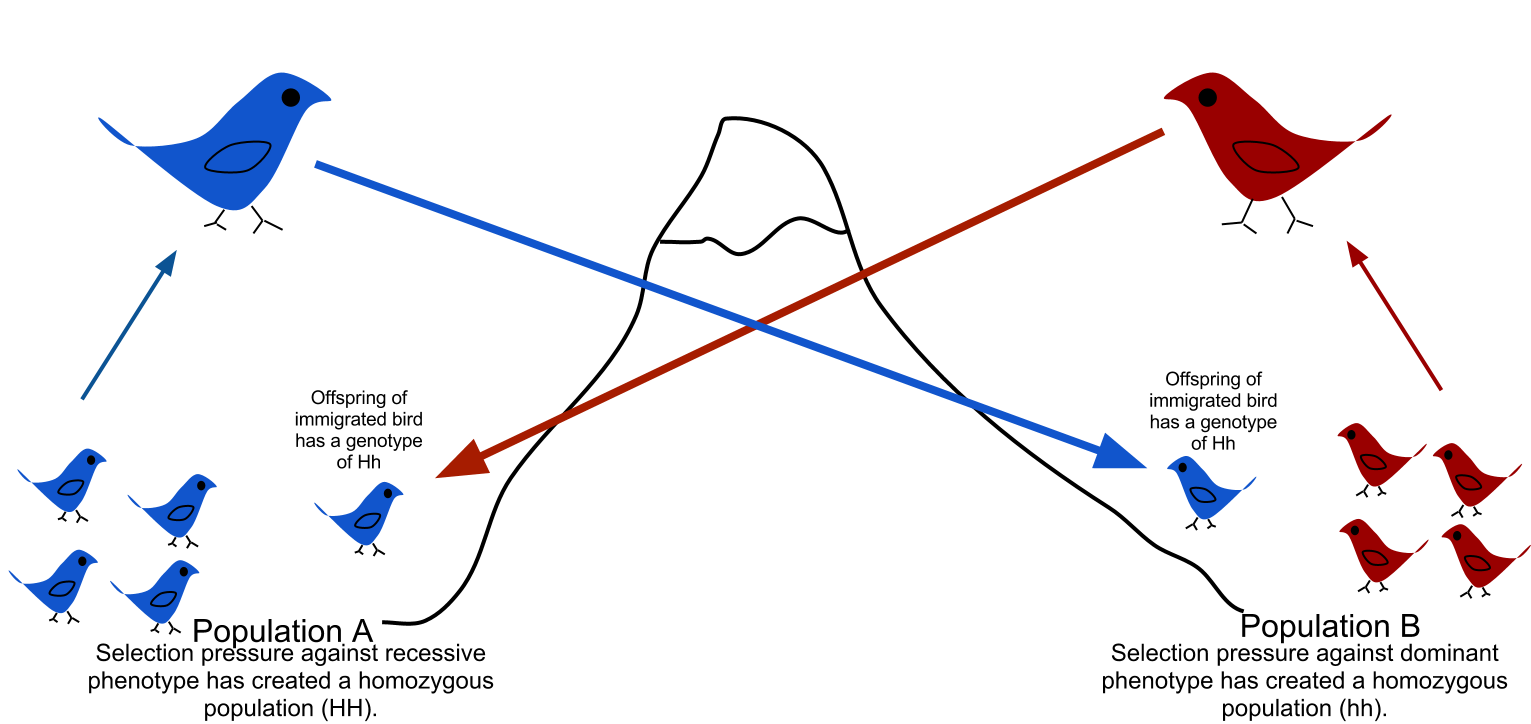
基因流动是等位基因从一个种群到另一个种群的个体迁移。

在群体遗传学中， 基因流动，或称为基因移徙（英語：gene flow），是变异基因从一个种群到另一个种群的转移。 如果基因流动的速率足够高，那么两个种群可以看作是拥有一致的基因多样性，因此可以认为是一个种群。 目前已经有足够的证据表明，只需要“一代一个个体迁徙”，就能防止种群的遗传漂变。基因流动是一个可以用来在不同种群中传递基因多样性重要的机制。 种群个体的迁出或迁入都可能会导致基因频率的变化，改变种群内的基因多样性。 迁移也可能会导致特定物种或种群的基因库中新增变异个体。 高速率的基因流动可以减少两个种群间的基因差异，增加基因一致性。 因此，一般认为基因流动通过结合不同种群的基因库来限制物种分化，以最终防止物种形成。
有许多因素会影响不同种群间基因流动的速率。 基因流动在具有低传播性或低流动性的种群间一般比较慢，这样的基因流动一般发生于分散的栖息地之间，不同的栖息地之间常常相距甚远，这样的种群的规模一般也不大。物种流动性在基因流动中发挥着重要的作用，更容易迁徙的种群更有可能与其他种群进行交流。尽管花粉和种子常常可以移动很长的距离，通常来说，仍然是动物比植物更容易流动。 随着散布距离的降低，基因流动会被阻碍，且更容易发生近亲繁殖（近亲繁殖的程度可以通过测量近亲繁殖系数F得到）。例如，在许多小岛上，由于岛的环境比较孤立，且种群规模较小，岛上的种群就有着更低的基因流动速率。黑脚岩袋鼠就在澳大利亚的海岸线附近的几个岛上有近亲繁殖的种群。 种群十分孤立导致近亲繁殖发生的概率极大。